# Torfvenn
Das Torfvenn ist ein Naturschutzgebiet im Kreis Warendorf. Es hat eine Größe von ca. 1,38 ha.

## Beschreibung
Das Schutzgebiet, das allseits von landwirtschaftlich genutzten Flächen eingerahmt wird, liegt 3 km westlich von Warendorf in der Gemarkung Neuwarendorf zwischen der B 64 (August-Wessing-Damm) und der Kreisstraße 3. Es besteht in erster Linie aus einem von Bäumen und Gebüschen eingefassten Heideweiher, der früher nährstoffarmes Wasser enthielt. Im Osten grenzt ein Pappelgehölz an das Gewässer.
Noch zu Beginn der 1960er Jahre wuchsen an seinem Rande größere Bestände des Schmalblättrigen Wollgrases (Eriophorum angustifolium) und der Trunkelbeere (Vaccinium uliginosum).
Zu den floristischen Besonderheiten zählten früher die Faden-Segge, der Mittlere Sonnentau (Drosera intermedia) und das Sumpfhartheu (Hypericum elodes). Gegen Ende der 1950er Jahre kam der Rundblättrige Sonnentau (Drosera rotundifolia) in tausenden von Exemplaren vor, vom selten Sumpfbärlapp (Lycopodiella inundata) etwa 200 Pflanzen.
Da man aus den angrenzenden Nutzflächen nährstoffreiches Wasser in den Weiher geleitet hatte, konnten sich im Laufe der Zeit Pflanzenarten ansiedeln, die an mittleren Nährstoffgehalt angepasst sind, darunter Sumpfblutauge (Potentilla palustris), Wassernabel (Hydrocotyle vulgaris), Sumpfhaarstrang und Sumpfveilchen (Viola palustris).
Heute ist das Gebiet vollkommen eutrophiert und weist außer dem Königsfarn (Osmunda regalis) keine seltenen Pflanzenarten mehr auf. Es dominieren eutraphente Arten wie Gelbe Schwertlilie (Iris pseudacorus), Bittersüßer Nachtschatten (Solanum dulcamara), Rohr-Glanzgras (Phalaris arundinacea), Ufer-Wolfstrapp (Lycopus europaeus).
Zu den Brutvögeln gehörte früher die Bekassine. Als Charaktervogel galt der Baumpieper, der mit 5 Brutpaaren vertreten war.